# 田顥
田顥，字默之，興中人，中国古代金国政治人物。

## 传记
田顥于遼国天慶八年（1119年）考取進士，在升官为金部員外郎后，代理歸德军節度使职务。六月，完颜阿骨打平定燕京，田顥凭借归德军所辖四州的户籍和地图归降金国，加官为都官郎中，代理節度使事务，四次升至真定府知府。招降齊博、遊貴等五千餘名山贼。但随即游貴再次反叛离去，田顥派遣齊博假装叛变跟随游貴，听候命令伺机殺死游贵，招降其部眾，平定賊壘。后来多次晋升至行台左丞、彰德軍節度使。
在制定新版劳役法时，田顥少上报了半数户籍，因此唯独相州的徭賦比其他各州輕。然后移任同知河北東路都總管，改任为同簽燕京留守司事。卸任时，百姓阻拦、挽留他，使其不能出境，只好变装后于夜里离去。后田顥改任为河東南路轉運使，不久又改任为絳陽軍節度使。三年后，田顥因病請求辞职回家，但多次上奏均未得允许，改为鎮守振武軍。
后入朝任刑部尚書，三月，因年老请求退休，后于家中去世。